# Estádio Luiz Gonzaga Prata Braga
O Estádio Luiz Gonzaga Prata Braga, apelidado de Loucão, é um estádio de futebol localizado na cidade de Maracaju, no estado de Mato Grosso do Sul. Sua capacidade é de 6.000 pessoas.